# Olof Guterstam
Olof Guterstam (* 4. Januar 1983 in Stockholm) ist ein schwedischer ehemaliger Fußballspieler. Der Stürmer, der 2007 zweimal für die schwedische Nationalmannschaft auflief, bestritt seine bisherige Karriere in Schweden und Belgien. Später entschied er sich für eine hauptberufliche Karriere jenseits des Fußballs und reüssierte ab 2011 im unterklassigen schwedischen Ligabereich.

## Werdegang

### Karrierestart in Schweden und Nationalmannschaftsdebüt
Guterstam spielte in der Jugend bei Enskede IK und Älvsjö AIK. 2002 wechselte er zu IF Brommapojkarna in die Superettan. Im ersten Jahr noch Ergänzungsspieler, der elf seiner 14 Ligapartien als Einwechselspieler bestritt, konnte er sich in seinem zweiten Jahr beim Stockholmer Klub in die Stammformation spielen. In der Zweitliga-Spielzeit 2005 zeichnete er sich erstmals als bester vereinsinterner Torschütze aus, als er mit zwölf Saisontoren zum Erreichen des sechsten Tabellenplatzes beitrug. In der folgenden Spielzeit war er noch treffsicherer und führte die Mannschaft mit 17 Saisontoren als Torschützenkönig der Spielzeit 2006 auf den Relegationsplatz. Auch in den Relegationsspielen gegen BK Häcken traf er zwei Mal und verhalf damit der Mannschaft zum erstmaligen Aufstieg in die Allsvenskan.
Dank seiner guten Leistungen berief Nationaltrainer Lars Lagerbäck ihn nach Abschluss der Spielzeit 2006 im Dezember neben den weiteren Debütanten Markus Jonsson, Daniel Mobaeck und Daniel Nannskog für eine Januartour der Landesauswahl nach Südamerika. Er debütierte am 14. Januar 2007 in bei der 0:2-Niederlage gegen Venezuela im Nationaljersey, als er in der 74. Spielminute für Nannskog eingewechselt wurde. Bei der 1:2-Niederlage gegen die ecuadorianische Nationalmannschaft vier Tage später stand er in der Startelf, ehe er in der 59. Spielminute für Nannskog Platz machen musste. In der anschließenden Erstliga-Spielzeit ließ er seine Torgefahr vermissen. Zwar kam er in 25 der 26 Erstligaspiele zum Einsatz, ihm gelangen jedoch lediglich vier Saisontore. Damit musste er mit der Mannschaft an der Seite von Richard Henriksson, Martin Ekström und Thomas Lagerlöf als Tabellenletzter direkt wieder absteigen.

### Nach Belgien und Rückkehr nach Schweden
Guterstam folgte seinem Klub IF Brommapojkarna nicht in die zweite Liga. Ende Januar 2008 unterschrieb er einen bis zum Sommer gültigen Vertrag beim belgischen Klub FC Brüssel, der eine Kaufoption beinhaltete. In der Pro League erzielte er bei seinem Debüt am 9. Februar bei der 2:4-Niederlage gegen den RSC Anderlecht sein erstes Tor für den neuen Verein. Unter Trainer Franky Van Der Elst kam er regelmäßig zum Einsatz und bestritt bis zum Saisonende 14 Spiele, in denen ihm vier Tore gelangen. Dennoch verpasste er mit dem Klub als abgeschlagener Tabellenletzter – F.C.V. Dender E.H. auf dem letzten Nicht-Abstiegsplatz hatte 14 Punkte Vorsprung – den Klassenerhalt.
Nach dem Misserfolg bei seinem Belgienaufenthalt kehrte Guterstam nach Schweden zurück. Mitte Juni unterschrieb er einen Leihvertrag bis zum Ende der Spielzeit 2008 bei Hammarby IF, der eine Option auf einen anschließenden Drei-Jahres-Kontrakt enthielt. Unter Trainer Tony Gustavsson gehörte er lediglich zu den Ergänzungsspielern und stand lediglich bei zwei seiner 16 Saisonspiele in der Startformation. Daher entschied sich der Klub nach Saisonende, die Kaufoption nicht zu ziehen.
Guterstam kehrte daher zu seinem alten Klub IF Brommapojkarna zurück, der den direkten Wiederaufstieg in die Allsvenskan geschafft hatte. In der Spielzeit 2009 gehörte er wieder zu den Stammspielern des Klubs und bestritt alle 30 Saisonspiele. Als bester vereinsinterner Torschütze führte er die Mannschaft mit fünf Saisontoren zum Klassenerhalt als Tabellenzwölfter, in der folgenden Saison waren seine drei Tore zu wenig für den Klassenerhalt. Anschließend verließ er den Klub, da sein Vertrag ausgelaufen war.

### Wechsel in den unterklassigen Fußball
Ende Dezember 2010 unterschrieb Guterstam einen Zwei-Jahres-Vertrag beim Aufsteiger IK Frej in der drittklassigen Division 1, um nach Ende seines Medizinstudiums am Karolinska Institutet das Fußballspielen besser mit einer beruflichen Karriere in Einklang zu bringen. Bei seinem neuen Verein war er Stammspieler und stand in 23 der 26 Saisonspiele auf dem Platz. Zum Erreichen des achten Tabellenplatzes trug er sechs Saisontore bei.
Im Februar 2012 kehrte Guterstam zu seinem Jugendverein Älvsjö AIK zurück, der in der fünftklassigen Division 3 antrat. Nach 2013 trat er nicht mehr in Erscheinung.